# 勇者傳說Online
《勇者傳說Online》（GetAmped2），簡稱GA2，是由CyberStep製作的一款線上動作遊戲，游戏运行于Windows和Mac OS X平台。游戏是《百變恰吉》的續作，在臺灣由聚樂亞洲（CyberStep Asia）所代理，於2011年12月1日開始封測，2011年12月14日開始公測。